# NGC 1541
NGC 1541 est une galaxie lenticulaire située dans la constellation du Taureau. NGC 1541 a été découverte par l'astronome allemand Albert Marth en 1863.

## Caractéristiques
Sa vitesse par rapport au fond diffus cosmologique est de 4 921 ± 29 km/s, ce qui correspond à une distance de Hubble de 72,6 ± 5,10 Mpc (∼237 millions d'al).